# Sant'Agata (fiumara)
La fiumara di Sant'Agata (o torrente Sant'Agata) è una delle fiumare più ampie che attraversano la città di Reggio Calabria.
Ha origine a Cardeto sull'Aspromonte e sfocia in città nei pressi dell'Aeroporto.
Ai margini del suo corso sorgono il Centro Sportivo Sant'Agata sede della Reggina, e l'Aeroporto di Reggio Calabria.